# Shanghai Disneyland
Shanghai Disneyland (Mandarijn: 上海迪士尼樂園) is een attractiepark in het Shanghai Disney Resort in Shanghai in China en is geopend in 2016. Het thema van het park richt zich op fantasie, romantiek en avontuur op een wijze die volgens Disney zelf "authentically Disney, distinctly Chinese" is.

## Toewijding
De toewijding van het park is uitgesproken door Bob Iger en is geplaatst in een standaard nabij het Storytellers-beeld, te vinden aan het eind van Mickey Avenue. Deze toewijding luidt als volgt:

To all who come to this happy place, welcome. Shanghai Disneyland is your land. Here you leave today and discover imaginative worlds of fantasy, romance and adventure that ignite the magical dreams within all of us. Shanghai Disneyland is authentically Disney and distinctly Chinese. It was created for everyone, bringing to life timeless characters and stories in a magical place that will be a source of joy, inspiration and memories for generations to come.
— Robert A. Iger, Chairman and Chief Exectutive Officer, The Walt Disney Company, dedicated June 16, 2016

## Themagebieden
Shanghai is opgedeeld in zeven verschillende themagebieden met elk hun eigen attracties, shows, horecagelegenheden en winkels. Kloksgewijs vanaf het ingangsgebied zijn dit Mickey Avenue, Gardens of Imagination, Tomorrowland, Toy Storyland, Fantasyland, Treasure Cove en Adventure Isle.

### Mickey Avenue

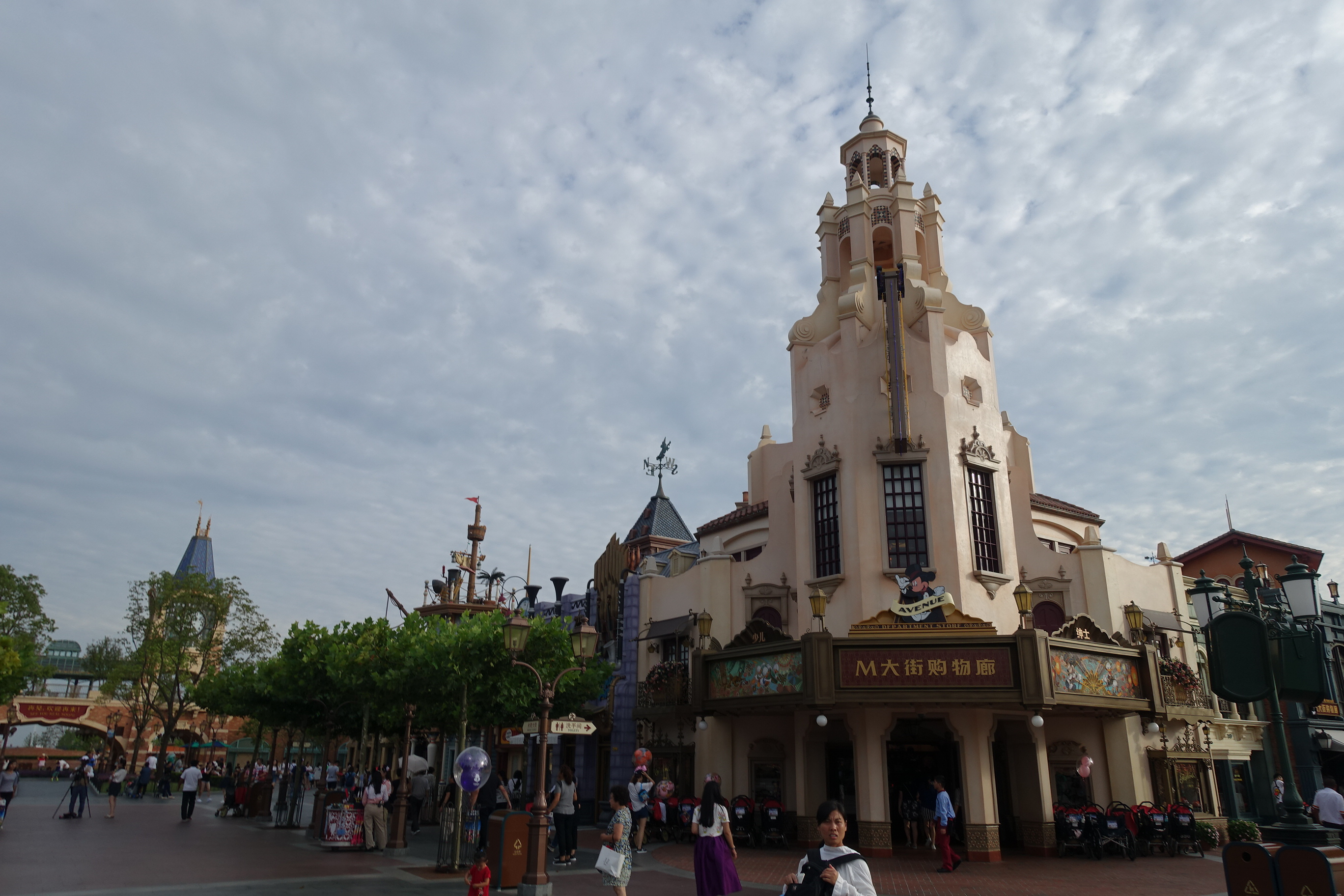
Architectuur in het themagebied.

Het thema van Mickey Avenue is een kleinschalig stadje dat bewoond wordt door Disney-figuren. Mickey Avenue vormt de ingangszone van het park en bevat daarmee de hoofdingang en alle bijbehorende faciliteiten. Daarnaast vormt Mickey Avenue een brede straat (de eigenlijke avenue) die van de hoofdingang naar de Gardens of Imagination loopt. Het eerste gedeelte van Mickey Avenue (gezien vanaf de hoofdingang) heet Celebration Square. Rondom een groenzone bevindt zich aan de rechterzijde de Sweethearts Confectionary. Aan de linkerzijde bevindt zich de winkel Avenue M Arcade. Deze winkel loopt door tot in het volgende gedeelte van Mickey Avenue: Park Place. Aan de linkerzijde van Park Place bevindt zich het andere gedeelte van Avenue M Arcade, aan de rechterzijde bevinden zich de horecagelegenheden Chip & Dale's Treehouse Treats en Remy's Patisserie. Op de grens van Park Place en de Gardens of Imagination staat een standbeeld van een jonge Walt Disney samen met Mickey Mouse (het Storytellers-beeld). Vanaf dit standbeeld links ligt het Theatre District, waar de attractie Mickey's Film Festival en de ijssalon Il Paperino te vinden zijn. Tevens is hier een replica te vinden van het Carthay Circle Theatre. Rechts van het Storytellers-beeld ligt het Market District en is het grootschalige restaurant Mickey & Pals Market Café te vinden.

### Gardens of Imagination
Het thema van de Gardens of Imagination richt zich op de liefde van Chinezen voor tuinen in combinatie met de fantasie van Disney. Het gebied bestaat uit een grote cirkel gevuld met tuinen en groenzones, met in de kern een ovaal plein. In deze grote cirkel zijn drie attracties te vinden: de Fantasia Carousel, Dumbo the Flying Elephant en de Garden of the Twelve Friends. Rondom deze grote cirkel loopt een breed pad dat gasten naar de verschillende andere themagebieden van het park leidt. Buiten deze cirkel liggen ook nog enkele tuinen, is het restaurant Wandering Moon Teahouse te vinden en liggen de attracties Meet Mickey at the Gardens of Imagination en het Marvel Universe. Tevens is in de Gardens of Imagination de tribune te vinden voor de shows op en rondom het Enchanted Storybook Castle en voor de slotshow van het park: de Ignite the Dream-show.

### Tomorrowland

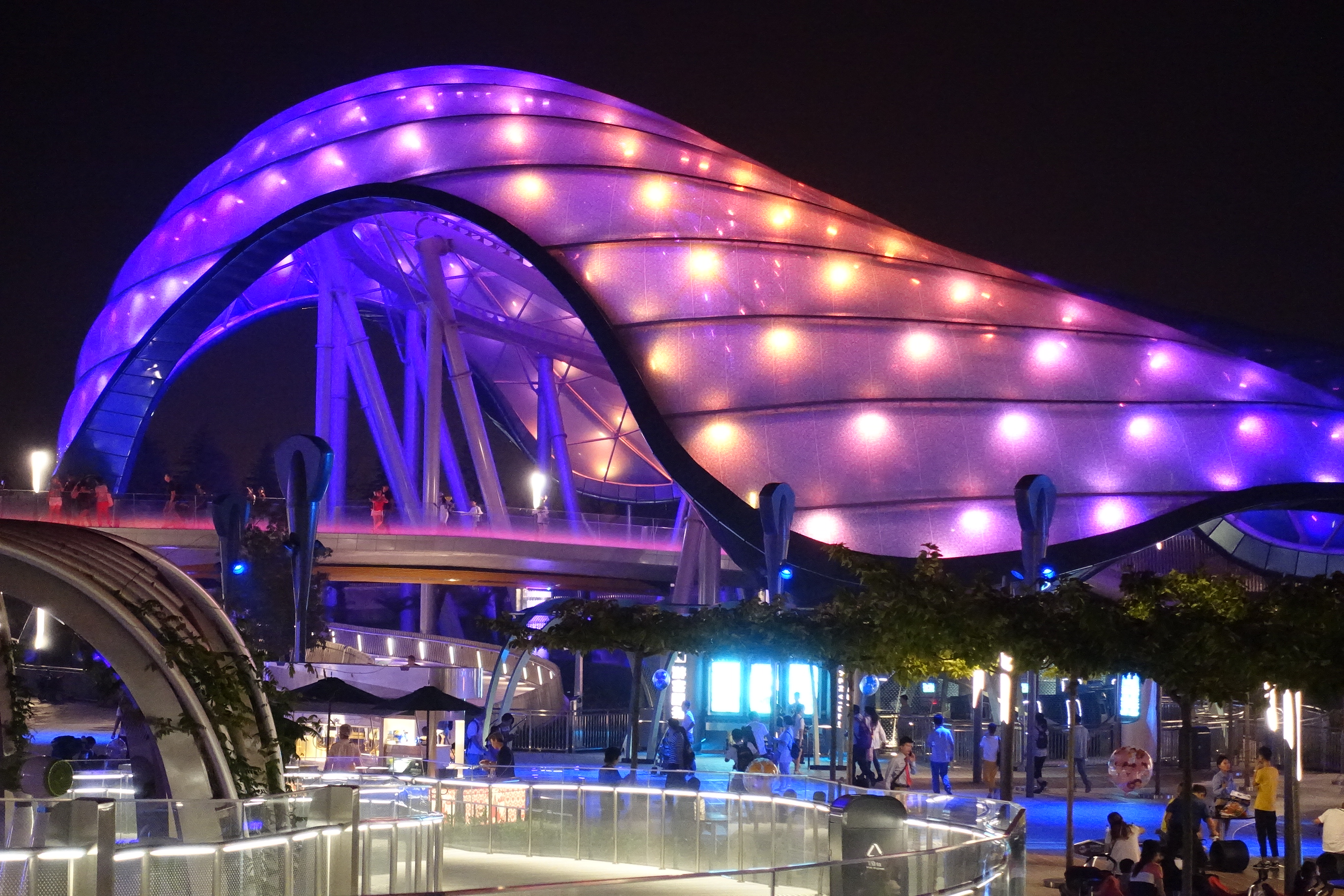
Tomorrowland na zonsondergang.

Tomorrowland richt zich thematisch gezien op de hoop, het optimisme en de kansen van de toekomst. Het gebied is opgedeeld in twee gebieden: een hoger liggend gedeelte (dat min of meer een verhoogde laan vormt) en een lager liggende gedeelte (dat min of meer een plein vormt). Het hoger liggende gedeelte leidt langs de attractie Jet Packs en het restaurant Stargazer Grill naar een gedeelte van Tomorrowland dat wordt overdekt door een grote glazen overkapping (het Conduit Circuit), waaronder het buitengedeelte van de attractie TRON Lightcycle Power Run loopt. Aan het eind van de laan ligt de ingang van deze attractie en is tevens de attractie TRON Realm, Chevrolet Digital Challenge te vinden. Aan het lager liggende plein (bereikbaar via trappen en hellingen rondom een fontein vanaf de hoger gelegen laan) ligt het podium voor de opvoeringen van Club Destin-E at Tomorrowland. Verder liggen aan dit plein de attracties Stitch Encounter en Buzz Lightyear Planet Rescue, te vinden op de benedenverdieping van het Stargazer Grill-gebouw. Een laan die vanaf het plein onder de glazen overkapping van het Conduit Circuit loopt, leidt tot slot naar de Star Wars Launch Bay-attractie, achterin Tomorrowland.

### Fantasyland

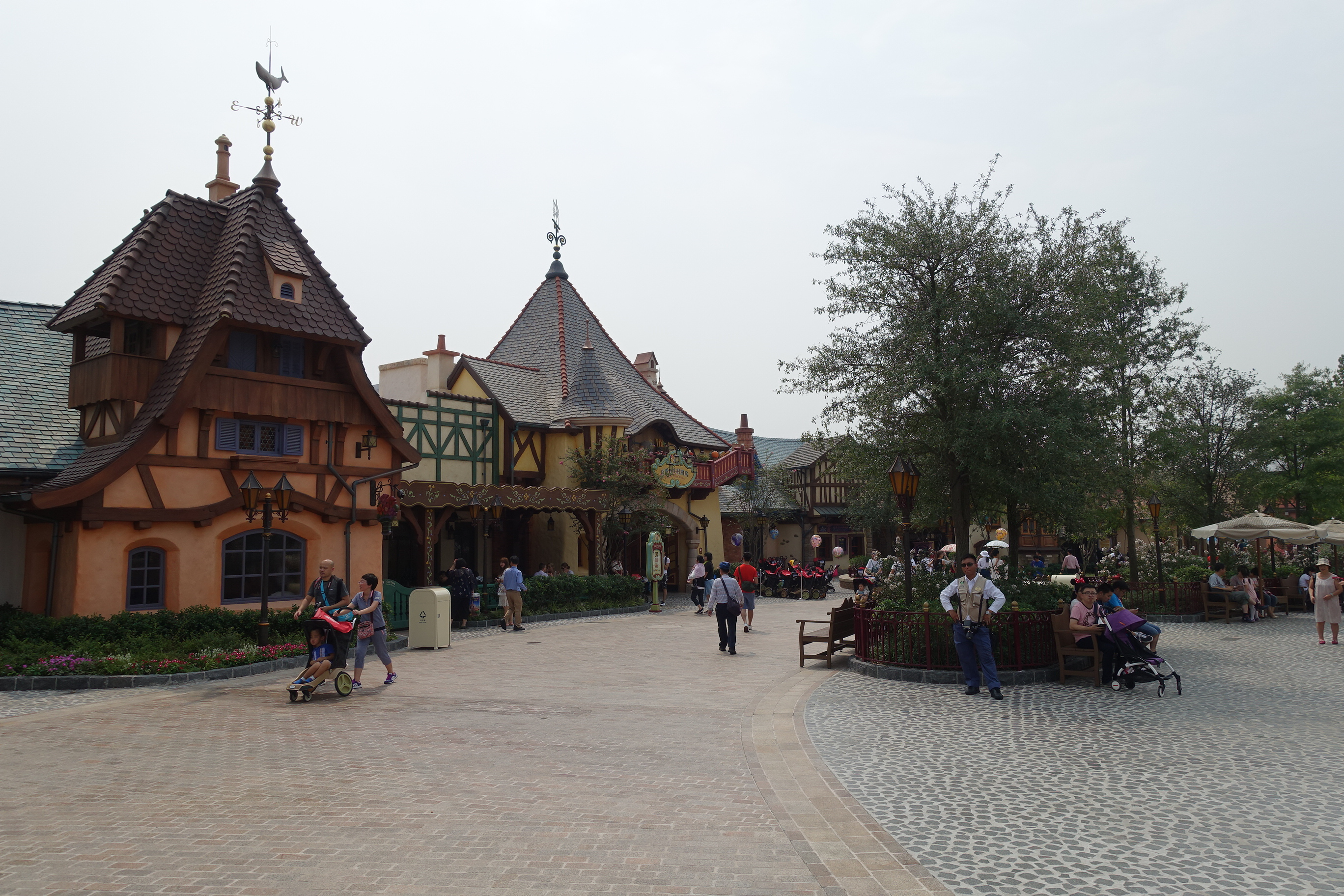
Fantasyland

Het thema van Fantasyland richt zich op de figuren uit de tekenfilms van Disney. Het gebouw is de thuishaven van het Enchanted Storybook Castle, het icoon van Shanghai Disneyland. In dit kasteel bevinden zich het restaurant Royal Banquet Hall en de twee attracties Disney Princesses at Enchanted Storybook Castle en "Once Upon a Time" Adventure. Vanaf de balustrade aan de achterzijde van het kasteel liggen wandelpaden die naar beneden lopen, het overige gedeelte van Fantasyland in. Vanaf de linkerzijde van deze balustrade ligt het restaurant Pinocchio Village Kitchen en liggen de attracties Peter Pan's Flight en Voyage to the Crystal Grotto, waarvan het parcours van de laatste attractie eveneens onder het Enchanted Storybook Castle door loopt. Verderop langs deze route ligt het Evergreen Playhouse, waarin de show Frozen: A Sing-Along Celebration wordt opgevoerd. De route loopt verder langs enkele picknickweiden en het restaurant Tangled Tree Tavern, om vervolgens links een zijweg te hebben die naar de attracties Hunny Pot Spin en The Many Adventures of Winnie the Pooh loopt. De hoofdweg vervolgt zich langs de Seven Dwarfs Mine Train om vervolgens weer het bordes op te gaan naar het Enchanted Storybook Castle. Half onder de route naar dit bordes ligt het Alice in Wonderland Maze verscholen.

### Treasure Cove

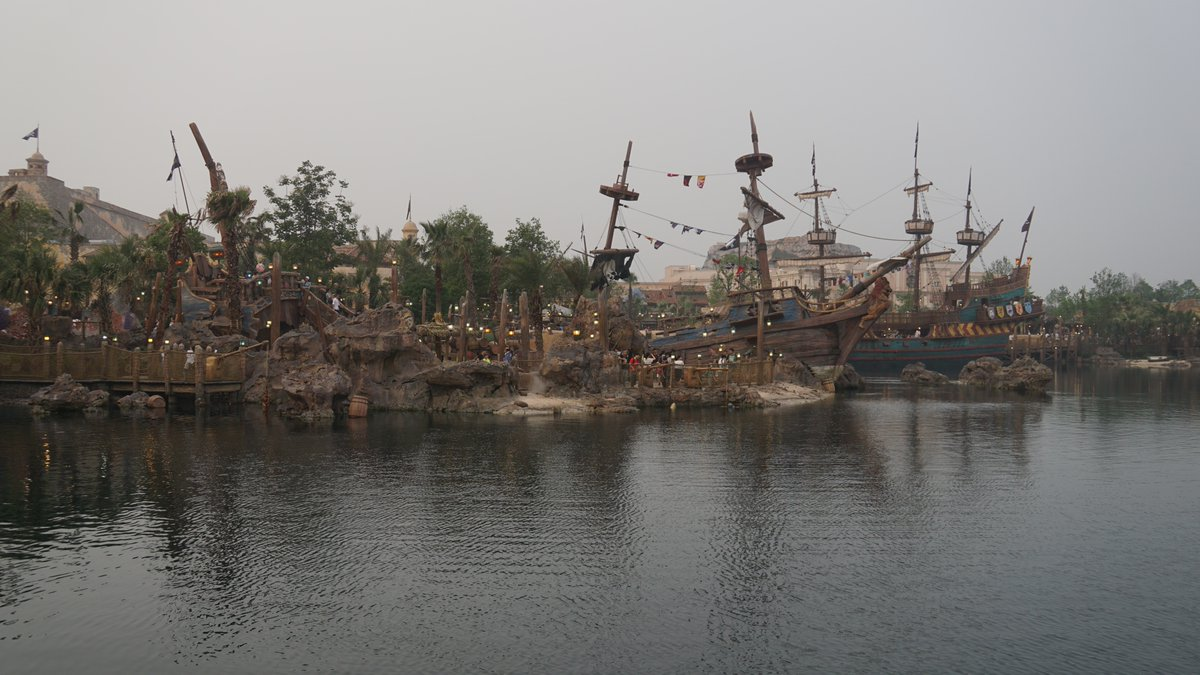
Schepen in Treasurve Cove

Het Treasure Cove-gebied richt zich op het thema "piraten." Het themagebied ligt aan de oevers van een meer, waar enkele schepen in liggen 'aangemeerd'. Vanuit Fantasyland ligt langs de hoofdroute allereerst de speeltuin Shipwreck Shore. Verderop ligt de ingang van Pirates of the Caribbean Battle for the Sunken Treasure, waarvan het hoofdgebouw (in de vorm van een koloniaal fort) de achterzijde van Treasure Cove domineert. Verderop langs deze route ligt de attractie Siren's Revenge en het restaurant Barbossa's Bounty, dat uitzicht geeft op het parcours van de Pirates of the Caribbean-attractie. De route door Treasure Cove loopt vervolgens af met het Teatro El Fandango, waarin de stuntshow Eye of the Storm: Captain Jack's Stunt Spectacular wordt opgevoerd. Vervolgens loopt de weg over in het Adventure Isle-themagebied.

### Adventure Isle

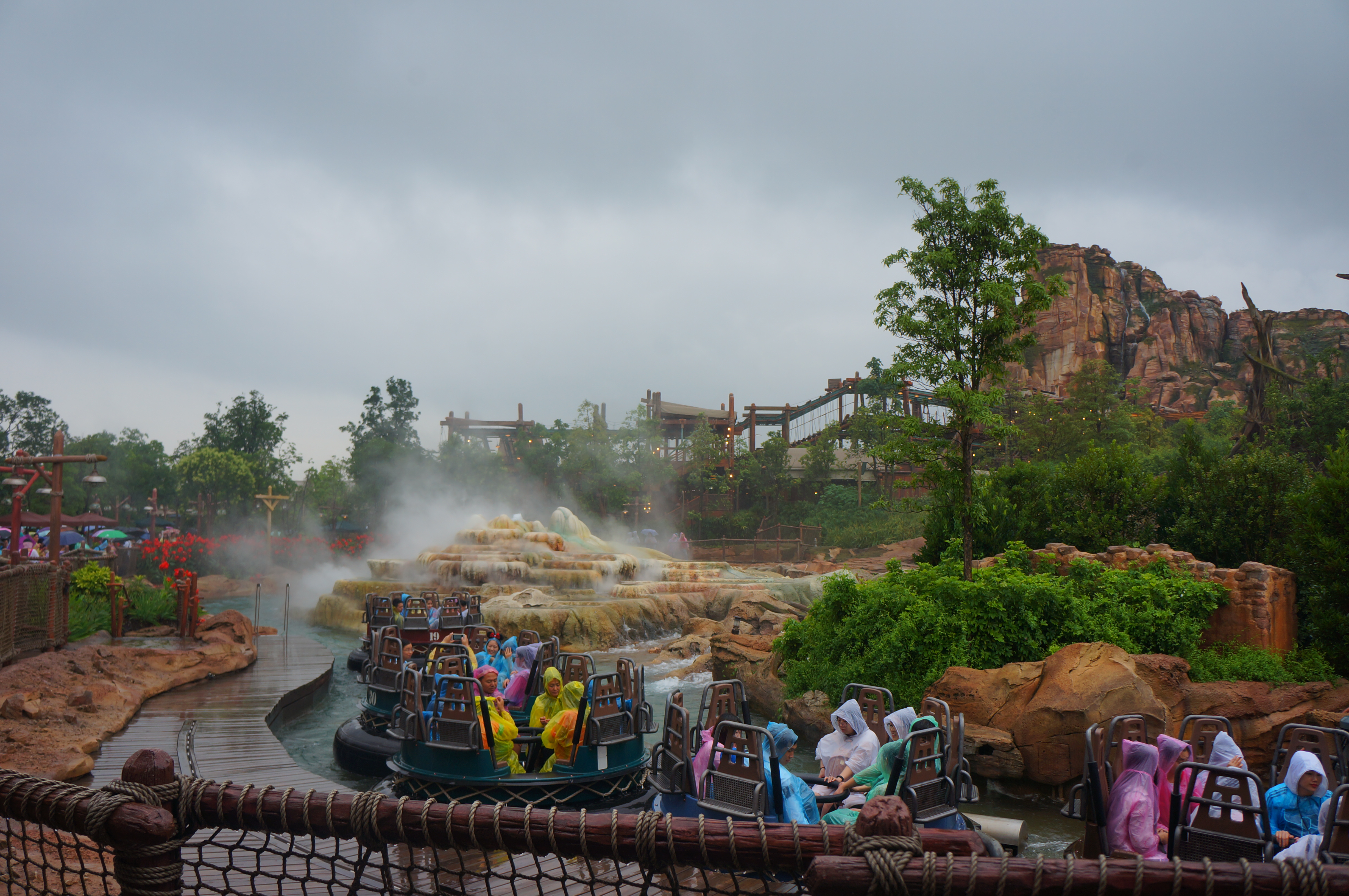
Roaring Rapids, een van de attracties in het themagebied.

Het thema van Adventure Isle richt zich op avontuur in een gebied met invloeden vanuit Latijns-Amerikaanse inheemse culturen. Een centraal punt in Adventure Isle is de berg Roaring Mountain, waar zo nu en dan brulgeluiden uitkomen die door het hele gebied te horen zijn. Aan de andere zijde van het gebied loopt een waterstroom die de Qo'olari River wordt genoemd. Bij binnenkomst vanuit Treasure Cove liggen links het theater waarin Tarzan: Call of the Jungle wordt opgevoerd en de ingang van Soaring Over the Horizon. Verderop in het gebied ligt Camp Discovery, een attractiegebied dat zich uitstrekt langs de flanken van Roaring Mountain en het omliggende rotswerk. Dieper in Adventure Isle ligt de attractie Roaring Rapids, waarvan het parcours eveneens langs de flanken van Roaring Mountain loopt en in grotten door dit rotswerk heen loopt. Langs de verdere route ligt nog het restaurant Tribal Table. In een zijweg van de hoofdroute, tot slot, ligt de attractie Explorer Canoes, waarvan het parcours over het Treasure Cove-meer en de Qo'olari River loopt. De hoofdroute loopt vervolgens terug naar de Gardens of Imagination.